# Шарай Станіслав Геннадійович
Станіслав Геннадійович Шарай (нар. 25 травня 1997, Ромни, Сумська область, Україна) — український футболіст, центральний півзахисник.

## Життєпис
Народився 25 травня 1997 року в Ромнах. Футбольний шлях розпочав у 6-річному віці в місцевій ДЮСШ, перший тренер — Джур Анатолій Петрович. У 2011 році перейшов до «Княжої» (Щаслива), у футболці якої до 2014 року виступав у ДЮФЛУ. У 2015 році виступав за юніорську збірну Київської області. Влітку того ж року уклав договір з «Олімпіком», але в складі донецького клубу виступав в юнацькому чемпіонаті України, де став срібним призером вище вказаного турніру. Також виступав за молодіжну команду «олімпійців».
У липні 2017 року відправився в піврічну оренду до «Авангарду», але за команду дебютувати не встиг. На початку лютого 2018 року, разом з братом, знову відправився в оренду до краматорського клубу. У футболці «Авангарду» дебютував 2 квітня 2018 року в переможному (3:1) домашньому поєдинку 25-го туру Першої ліги України проти зорянських «Балкан». Станіслав вийшов на поле на 90-ій хвилині, замінивши Єгора Клименчука. Навесні 2018 року зіграв 9 матчів у Першій лізі України.
У липні 2018 року перейшов в оренду до «Сум». У футболці «городян» дебютував 28 липня 2018 року в переможному (3:1) домашньому поєдинку 2-го туру Першої ліги України проти кропивницької «Зірки». Станіслав вийшов на поле в стартовому складі, а на 46-ій хвилині його замінив Артема Козлова. Виходив на полев 4-ох поєдинках, але жодний з них не зіграв повністю. По завершенні оренди повернувся до «Олімпіка».
На початку квітня 2019 року розірвав контракт з донецьким клубом та приєднався до «Альянса», який на той час виступав в аматорському чемпіонаті України (10 матчів, 3 голи). На професіональному рівні дебютував за долинський клуб 3 серпня 2019 року в нічийному (1:1) домашньому поєдинку 2-го туру групи Б Другої ліги України проти новокаховської «Енергії». Шарай вийшов на поле на 63-ій хвилині, замінивши В'ячеслава Піднебенного. Дебютними голами за «Альянс» відзначився на 40-ій та 52-ій хвилині переможного (4:1) виїзного поєдинку 6-го туру Другої ліги проти краматорського «Авангарда-2». Станіслав вийшов на поле на 74-ій хвилині, замінивши Артема Шпирьонка. За підсумками сезону 2019/20 років «Альянс» посів 3-тє місце в групі Б Другої ліги та підвищився в класі. Дебютними голами в Першій лізі України відзначився 20 березня 2021 року на 8-ій та 47-ій хвилинах переможного (4:0) домашнього поєдинку 17-го туру проти тернопільської «Ниви». Шарай вийшов на поле в стартовому складі, а на 62-ій хвилині його замінив Олександр Лебеденко.
Залишив  «Альянс» в липні 2022 року, разом зі своїм братом Владиславом приєднавшись до клубу УПЛ — рівненського «Вереса». Дебютував за рівненську команду в Прем'єр-лізі 23 серпня у виїзній переможній грі проти одеського «Чорноморця». Перший гол в еліті українського  футболу забив у ворота ФК «Львів» (3:1) 18 жовтня того ж року.

## Статистика
| Сезон               | Команда             | Турнір              | М  | Г  |
| ------------------- | ------------------- | ------------------- | -- | -- |
| 2017-18             | «Авангард»          | Перша ліга          | 9  | 0  |
| 2018-19             | «Суми»              | Перша ліга          | 4  | 0  |
| 2019-20             | «Альянс»            | Друга ліга          | 18 | 8  |
| 2020-21             | «Альянс»            | Перша ліга          | 26 | 2  |
| 2021-22             | «Альянс»            | Перша ліга          | 16 | 3  |
| Загалом за «Альянс» | Загалом за «Альянс» | Загалом за «Альянс» | 60 | 13 |
| 2022-23             | «Верес»             | Прем'єр-ліга        | 24 | 1  |